# Emanuel Weiss (médico)
Emanuel Weiss (1837 - 1870 ) fue un médico, y botánico suizo, que trabajó extensamente en EE. UU.
Entre 1868 y 1871, acompañó al médico y botánico Heinrich Wawra (1831-1887), en una expedición alrededor del mundo en los barcos Donau y Erzherzog Friedrich, visitando Japón en 1868. Recogieron sobre todo en el área de Yokohama.

## Algunas publicaciones
- 1867. Floristisches aus Istrien, Dalmatien und Albanien (Florística de Istria, Dalmacia y Albania). Ed. K.K. Zoologisch-botanische Gesellschaft
- 1869. Beitrage Zur Flora Von Griechenland Und Creta (Contribuciones a la Flora de Grecia y Creta). 40 pp. ISBN 978-1-120-40254-7
- bayard Clarke, emanuel Weiss. 1872. The cultivation of opium in the United States of America: being a memorial to Congress. 8 pp.

### Libros
- gustav wilhelm Körber, emanuel Weiss. 1867. Lichenen aus Istrien, Dalmatien u. Albanien: gesammelt vom k.k. Corvettenarzte Em. Weiss (Recolecciones de Líquenes de Istria, Dalmacia y Albania). 618 pp.
- ----, ----. 1867. Lichenes novi a Dr. Weiss in Dalmatia lecti. 708 pp.
- ágost Kanitz, emanuel Weiss, jános Xántus. 1878. Anthophyta quae in Japonia legit ... Emanuel Weiss ... et quae Museo Nationali Hungarico procuravit Joannes Xanthus. 31 pp.

- La abreviatura «E.Weiss» se emplea para indicar a Emanuel Weiss como autoridad en la descripción y clasificación científica de los vegetales.[2]